# Damrongia trisepala
Damrongia trisepala là một loài thực vật có hoa trong họ Tai voi (Gesneriaceae). Loài này có ở Chanthaburi, Nakhon Nayok (miền trung Thái Lan); được Barnett mô tả khoa học đầu tiên năm 1961 dưới danh pháp Chirita trisepala. Năm 2011, D.J.Middleton & A.Weber chuyển nó sang chi Damrongia.